# Metagonia petropolis
Metagonia petropolis är en spindelart som beskrevs av Huber, Rheims och Antonio D. Brescovit 2005. Metagonia petropolis ingår i släktet Metagonia och familjen dallerspindlar. Inga underarter finns listade i Catalogue of Life.